# Досю
Досю (яп. 道主, досю, «господар шляху» або «той, хто опанував Дао») — термін японської філософії, який означає людину, котра досягла вершин у певній галузі знань чи навичок (яп. 道, «шляху», «Дао»). Застосовується у традиційних науках і мистецтвах (включаючи і бойові).

## Айкідо
В айкідо терміном досю позначають голову центрального японського товариства айкідоїстів — Айкікай.
До цього часу ними були:
- Уесіба Моріхей, (з заснування Айкікай, до своєї смерті у 1969.
- Уесіба Кіссьомару, з 1969 по 1999.
- Уесіба Морітеру, з 1999 — дотепер.